# لاثباتية
اللاثباتية أو الارتعاش الخافق أو الرعاش الخافق أو الخفوق الكبدي المنشأ أو الارتعاش الخافق الكبدي (بالإنجليزية: Asterixis) هو رعاش في اليد عندما يكون الرسغ ممدودا وأحيانا يشبه بطير يخفق بجناحيه.

## روابط خارجية
- رسم تخطيطي نسخة محفوظة 6 مارس 2007 على موقع واي باك مشين.